# Éginhard
Éginhard ou Einhard, né vers 770 et mort le 14 mars 840 à l'abbaye de Seligenstadt (près de Francfort), était une personnalité intellectuelle, artistique et politique de l'époque carolingienne, auteur de la première biographie de Charlemagne, protagoniste de l'œuvre scolaire et de la renaissance intellectuelle du IXe siècle.

## Biographie

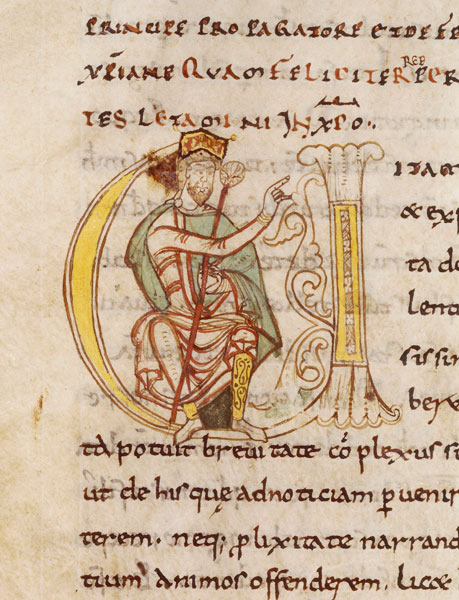
Éginhard, Vita Caroli magni imperatoris (Vie de Charlemagne). Lettrine V historiée : Charlemagne assis. Abbaye Saint-Martial de Limoges, vers 1050 (?). BnF, Manuscrits, Latin 5927 fol. 280v.

Éginhard est issu d'une famille noble de la région du Maingau. Un texte de Raban Maur, abbé de Fulda dans les années 840, indique que ses parents s'appelaient Einhart et Engilfrit, bienfaiteurs de l'abbaye. Éginhard est éduqué à l'abbaye de Fulda, à l'époque de l'abbé Baugolf (779-802). Remarqué comme particulièrement doué, il est envoyé vers 792 compléter sa formation à l'école du palais d'Aix-la-Chapelle. Ses capacités dans différents domaines intellectuels et artistiques lui permettent d'accéder au cercle des proches du roi. Il fait partie du petit cercle d'érudits qui entoure Charlemagne avec Alcuin. Il est surnommé le « petit nard », diminutif d'Éginhard, mais également jeu de mots : son nom germanique est Einhard, qui, coupé en deux, donne « ein Nard ». La petite taille d'Éginhard attise l'imagination d'Alcuin, qui compose un poème en son honneur :
La porte est petite, et petit aussi l'habitant.
Lecteur, ne méprise pas le petit nard contenu dans ce corps,
Car le nard à la plante épineuse exhale un grand parfum.
L'abeille porte pour toi dans son petit corps un miel délicieux.
Vois, la pupille des yeux est une bien petite chose,
Et cependant elle dirige les actes du corps et le vivifie.
C'est ainsi que Nardulus dirige toute cette maison.
Lecteur qui passes, dis : « À toi, tout petit Nardulus, salut ! »
Il joue aussi un certain rôle dans les hautes sphères de l'empire carolingien. Il effectue plusieurs missions concernant la construction des grands édifices voulus par Charlemagne : palais impérial et chapelle palatine d'Aix-la-Chapelle, palais d'Ingelheim… Plusieurs missions diplomatiques lui sont confiées. En 806, il est chargé d'aller à Rome informer le pape Léon III du projet de partage de l'empire entre les trois fils de Charlemagne.
Après la mort de Charlemagne, il reste à la cour de Louis le Pieux. Il devient en quelque sorte secrétaire de l'empereur et s'occupe de l'éducation de Lothaire, fils aîné de l'empereur. Il bénéficie alors de récompenses matérielles qu'il n'avait pas connues à l'époque de Charlemagne. Louis le Pieux lui fait don de domaines dans sa région d'origine (Michlinstat, Mulinheim) et lui confie plusieurs abbatiats laïcs : Saint-Wandrille de Fontenelle de 816 à 823, Saint-Bavon de Gand, Saint-Servais de Maastricht. Il fait construire une église à Mulinheim et y fait transférer des reliques de saint Marcellin et de saint Pierre. En 828, il y fonde l'abbaye de Seligenstadt.
Voyant les fils de Louis le Pieux se rebeller contre leur père à partir de 829, il préfère se retirer de la vie séculière et rédige la Vita Karoli Magni (Vie de Charlemagne), vraisemblablement aux environs de 830, dans la tradition littéraire de la Vie des douze Césars de Suétone. Il meurt en 840 à l'abbaye bénédictine de Seligenstadt.

## Écrits d'Éginhard
Liste de ses ouvrages :
- Vita et gesta Caroli Magni ;
- Les Lettres d'Éginhard[7] : 71 lettres de lui sont parvenues jusqu'à nous ;
- De Translatione et miraculis sanctorum Marcellini et Petri (La Translation et les miracles des saints Marcellin et Pierre) ;
- Libellus de adoranda Cruce (Traité sur l'adoration de la Croix) ;
- Annales qui dicuntur Einhardi[8] (« Annales (qui sont) dites d'Éginhard »), qui couvrent la période 741-801.

Édition :
- Alexandre Teulet, Œuvres d'Éginhard : Réunies pour la première fois et traduites en français avec les notes nécessaires à l'intelligence du texte, Paris, Renouard, tome 1: 1840 (lire en ligne), tome 2: 1846 (lire en ligne).

## Vita Karoli
La Vita Karoli Magni ou Vie de Charlemagne est une majeure d'Éginhard, vers 830. C'est une source importante concernant Charlemagne, son règne et ses réalisations. Les historiens l'ont traditionnellement décrit comme le premier exemple d'une biographie d'un roi européen.

### Composition de l'ouvrage
Le texte ne contient pas le nom de l'auteur, qui se présente cependant comme un proche de Charlemagne. Mais dès les années 840, un prologue est ajouté par l'abbé de Reichenau, Walafrid Strabon, mentionnant le nom d'Éginhard et donnant quelques renseignements sur sa vie.
La date de la rédaction de la Vita est l'objet de discussion entre historiens.

### Contenu
Éginhard n'est pas un biographe scrupuleux, il présente la vie de Charlemagne sous le jour qui lui semble le plus flatteur, à la manière d'un hagiographe, par exemple lorsqu'il traite du couronnement de Charlemagne :
« Venant à Rome pour rétablir la situation de l'Église, qui avait été fort compromise, il y passa toute la saison hivernale. Et, à cette époque, il reçut le titre d'empereur et d'auguste. Il y fut d'abord si opposé qu'il s'affirmait ce jour-là, bien que ce fut celui de la fête majeure, qu'il ne serait pas entré dans l'église, s'il avait pu savoir à l'avance le dessein du pontife. »
Bien qu'il ait été élevé à la cour de Charlemagne et contemporain des personnages qu'il a dépeints dans sa geste, de nombreuses erreurs et distorsions indiquent qu'il tenait ses sources de seconde main. Éginhard semble avoir pris à la lettre les mots de Cicéron : « Confier ses pensées à l'écriture sans être capable de les bien disposer, de les embellir ou d'y répandre un charme qui attire le lecteur, c'est abuser outre mesure de son loisir et des lettres ». Si la trame du récit d'Éginhard est correcte, il brode ou romance les faits, peut-être pour ne pas nuire à la réputation de ceux à qui il devait sa fortune.

### Éditions et traductions
L'ouvrage est imprimé à Cologne en 1521, à Utrecht en 1711. Une traduction en français est publiée par Denis à Paris en 1812. En 2010 paraît aux éditions Paléo une double version dont une poche suivie des Lettres d'Éginhard. En 2014, les éditions des Belles Lettres publient une nouvelle édition et traduction de la Vie de Charlemagne d'Éginhard, dirigée par Michel Sot et Christiane Veyrard-Cosme.

## Arc d'Éginhard

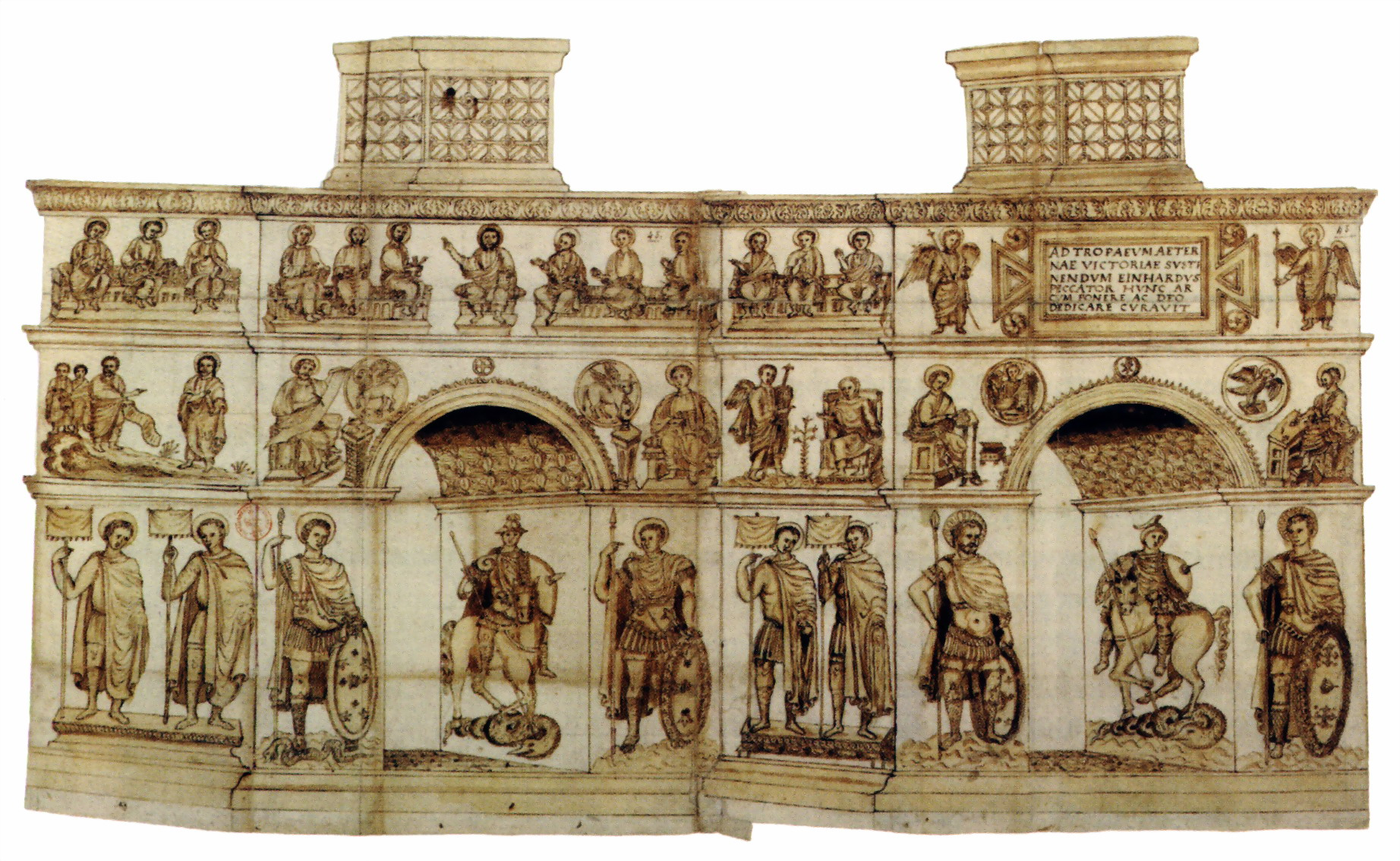
Représentation de l'arc d'Éginhard se trouvant dans le manuscrit Français 10440 (2) de la Bibliothèque nationale de France.

L'arc d'Éginhard était en argent. Il représentait un arc de triomphe chrétien avec une inscription latine :
« AD TROPAEUM AETERNAE VICTORIAE SVSTINENDUM EINHARDUS PECCATOR HVNC ARCUM PONERE AC DEO DEDICARE CVRAVIT »
« Pour soutenir le trophée de la victoire éternelle, le pécheur Éginhard a pris soin d'élever cet arc et de le dédier à Dieu. »
Il avait été réalisé à la demande d'Éginhard pour le monastère Saint-Servais de Maastricht dont il était l'abbé. Cet arc était encore dans le trésor de la basilique Saint-Servais au XVIIe siècle. Un autre arc d'orfèvrerie, qui aurait été son pendant, a peut-être existé.
L'arc était de petite dimension : 0,38 × 0,23 m sans la croix. Le dessin se trouvant dans le manuscrit Français 10440 (2) de la Bibliothèque nationale de France est de dimension comparable.
Cet arc a fait l'objet de plusieurs publications. La première est celle de l'antiquaire liégeois Henri van den Bergh (1592-1666) dans le manuscrit Monumenta historiae leodensis se trouvant dans la Bibliothèque de l'université de Liège et ayant fait l'objet d'un article de Joseph Brassinne en 1938 dans le Bulletin de la Société d'art et d'histoire du diocèse de Liège. Le comte de Montesquiou-Fezensac a trouvé à la Bibliothèque nationale de France, dans le manuscrit Français 10440 (2), une représentation de cet arc sur lequel il a publié un premier article en 1947. En haut de l'arc est représenté le Christ entouré des douze apôtres répartis sur trois faces. Sur la quatrième face se trouve l'inscription dédicatoire d'Éginhard entourée de deux anges. En dessous, sur les deux faces principales de l'arc, se trouvent les quatre évangélistes placés de part et d'autre de l'arc avec leurs symboles du tétramorphe. Sur les faces latérales, on voit, d'un côté une Annonciation, sur l'autre le Christ. En partie inférieure, sur les faces extérieures des piédroits sont placés des soldats. Sur les faces intérieures des deux piliers de l'arc ont été représentés les empereurs d'Orient et d'Occident, peut-être Constantin triomphant du paganisme et Charlemagne, nouveau Constantin, ou Louis le Pieux, terrassant des monstres rappelant les représentations des manuscrits carolingiens.
Cet arc montre les préoccupations antiquisantes de la cour impériale en reprenant la forme d'un arc de triomphe romain pour montrer le triomphe du Christ sur le paganisme. L'usage de cet objet a été discuté. La dédicace peut faire penser qu'il a servi à recevoir une parcelle de la Vraie Croix.

### Littérature
- Pascal Quignard, Les Larmes, roman, Grasset, 2016.

### Télévision
- Charlemagne, le prince à cheval, téléfilm franco-italo-germano-luxembourgeois en trois parties, réalisé par Clive Donner, et diffusé la première fois sur France 2 en 1993, avec Gilles Gaston-Dreyfus dans le rôle d'Éginhard.